# Halle-mairie de Boulogne-sur-Gesse
La halle-mairie de Boulogne-sur-Gesse est située en Comminges, dans le département de la Haute-Garonne en France sur la commune de à Boulogne-sur-Gesse.

## Localisation
La halle-mairie se situe au centre du bourg de Boulogne-sur-Gesse place de la Mairie.

## Description
La halle-mairie est un édifice d'architecture traditionnelle constitué de pierre de taille.

## Histoire
La halle-mairie a été construite en 1859 par l'architecte Achille Ambialet.
Elle est inscrite au titre des monuments historiques par arrêté du 11 octobre 2004.